# Eugene Odum
Eugene Pleasants Odum (Newport, 17 de Setembro de 1913 — Athens (Geórgia), 10 de Agosto de 2002) foi um zóologo e ecólogo estadunidense.
Foi pioneiro nos trabalhos sobre a ecologia e na disseminação da consciência social sobre os ecossistemas.
Filho do sociólogo Howard W. Odum. Uma de suas principais obras é o clássico Fundamentos da Ecologia (1953).
| “ | Por muitos anos, eu tenho apontado que a Ecologia não é mais uma subdivisão da Biologia, mas tem emergido de suas próprias raízes Biológicas para tornar-se uma disciplina separada que integra organismos, o ambiente físico e os seres humanos. | ” |

## Livros
- Odum, E.P. Fundamentos da ecologia. (Fundamentals of ecology, 1953). C.M.Baeta Neves (Trad.). 2 ed. Lisboa: Fundação Calouste Gulbenkian, 1976. 595 p.
- Odum, E.P. Ecologia. (Ecology, 1963). Kurt G. Hell (Trad.). São Paulo: Pioneira, 1969. 201 p. (Biblioteca Pioneira de Biologia Moderna)
- Odum, E.P. Ecologia. (Basic ecology, 1983). Christopher J. Tribe (Trad.). Rio de Janeiro: Guanabara Koogan, 1988. 434 p
- Odum, E.P. Ecology and Our Endangered Life Support Systems
- Odum, E.P. Ecological Vignettes: Ecological Approaches to Dealing with Human Predicament
- Odum, E.P. Essence of Place com Martha Odum